# ピリドキサールキナーゼ
ピリドキサールキナーゼ(Pyridoxal kinase、EC 2.7.1.35)は、以下の化学反応を触媒する酵素である。
ATP + ピリドキサール {\displaystyle \rightleftharpoons } ADP + ピリドキサール-5'-リン酸
従って、この酵素の基質はATPとピリドキサールの2つ、生成物はADPとピリドキサール-5'-リン酸の2つである。
この酵素は転移酵素、特にアルコールを受容体とするホスホトランスフェラーゼに分類される。この酵素の系統名は、ATP:ピリドキサール 5'-ホスホトランスフェラーゼ(ATP:pyridoxal 5'-phosphotransferase)である。この酵素は、ビタミンB6の代謝に関与している。

## 構造
2007年末時点で、15個の構造が解明されている。蛋白質構造データバンクのコードは、1LHP、1LHR、1RFT、1RFU、1RFV、1TD2、1VI9、1YGJ、1YGK、1YHJ、2AJP、2DDM、2DDO、2DDW及び2F7Kである。